# Kasteelhoeve (Genoelselderen)

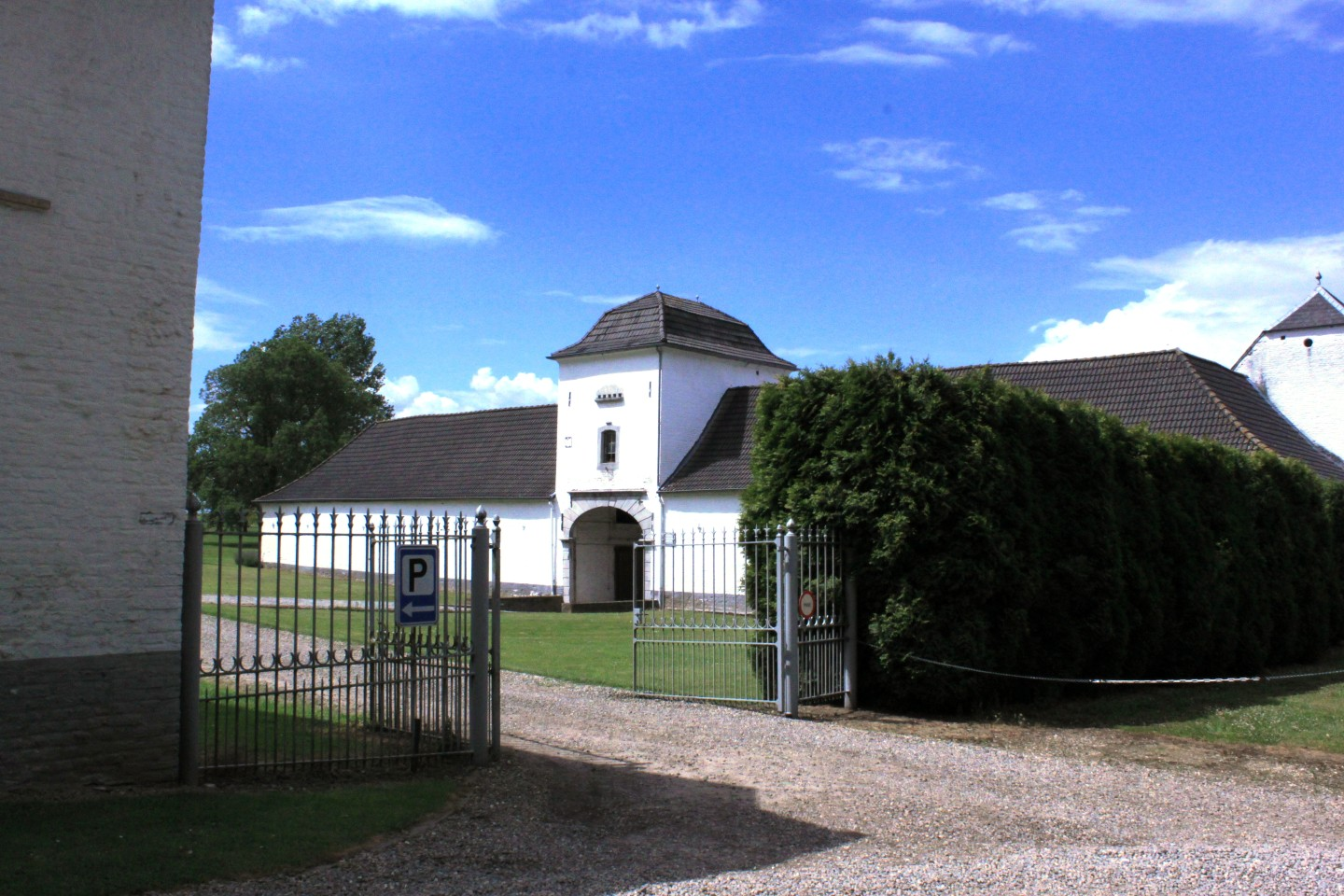
Kasteelhoeve bij Kasteel van Genoelselderen

De kasteelhoeve is de hoeve die behoort bij het Kasteel van Genoelselderen. De hoeve is gelegen aan Kasteelstraat 11, ten noorden van het kasteel.
Het is een vierkantshoeve uit de eerste helft van de 18e eeuw, in de tweede helft van deze eeuw, en in de 19e eeuw, nog aangepast.
Kenmerkend is het poortgebouw met duiventil aan de zuidzijde. Deze naar het kasteel gekeerde zijde was voorheen de hoofdingang, maar deze is tegenwoordig niet meer in gebruik: de toegang ligt nu aan de oostzijde.
De hoeve bevat een woonhuis, schuren en stallen, en een karrenhuis. Ze is geklasseerd als beschermd monument.